# Davy Theunis
Davy Theunis (Sint-Niklaas, 28 gennaio 1980) è un ex calciatore belga, di ruolo centrocampista.

## Carriera

### Club
Ha iniziato la sua carriera calcistica nelle giovanili del KSK Kieldrecht e successivamente del KSK Beveren. Nel luglio 1998 è stato promosso in prima squadra dal Beveren, dove ha militato fino al 2003. Nel luglio 2003 si è trasferito al KAA Gent, dove ha disputato 29 partite nella stagione 2003-2004. Successivamente, ha giocato per il FC Brussels dal 2004 al 2006, collezionando 21 presenze. Nel 2006 è tornato al KSK Beveren, dove ha giocato fino al 2008. Ha poi militato nel KJV Kruibeke dal 2008 al gennaio 2009 e nel KSK Kieldrecht dal luglio al settembre 2010, quando ha deciso di ritirarsi dal calcio professionistico. 

### Nazionale
Theunis ha rappresentato il Belgio Under-21 nel 2002, collezionando una presenza ufficiale. 

## Caratteristiche tecniche
Theunis era un centrocampista difensivo di piede destro, noto per la sua versatilità. Oltre al ruolo di mediano, ha ricoperto occasionalmente le posizioni di terzino destro e sinistro. La sua altezza di 1,81 m e il peso di 72 kg gli conferivano una buona presenza fisica a centrocampo. 